# إثنوقراطية
العرقية (باليونانية: أتنوس -العرق، كراتيا - حكم) هو مصطلح من مجال العلوم الحكومية والاجتماعية يصف الهيمنة العرقية (أو التفرد) في الحكومة، أي الوضع الذي تتولى فيه مجموعة عرقية واحدة معظم أو كل مناصب الحكم. من القوة، بنسبة تفوق وزن تلك الفئة من سكان البلاد. في ظل النظام الإثنوقراطي، تتعرض مجموعات الأقليات باستمرار للتمييز من قبل الدولة وقد تعاني من القمع أو الاضطهاد أو انتهاك حقوقها الإنسانية أو المدنية أو حقوقها الجماعية.
وفقًا للجغرافي السياسي "أورين يفثال"، في النظام العرقي، يتم إنشاء الحكومة من قبل مجموعة عرقية مهيمنة متميزة تعيش في أراضي الدولة، ولكن أيضًا خارجها. هذه الحكومة ليست ديمقراطية، لكنها ليست نظاماً استبدادياً أو استبدادياً؛ ولكونها مبنية على "منطق عرقي"، فإن هذه القاعدة تعزز أو تخلق طبقات من الهويات العرقية على أسس قومية وطبقية، وتقلل من أهمية المواطنة الإقليمية.